# Termitoonops furculitermitis
Termitoonops furculitermitis är en spindelart som beskrevs av Benoit 1975. Termitoonops furculitermitis ingår i släktet Termitoonops och familjen dansspindlar.
Artens utbredningsområde är Kongo. Inga underarter finns listade i Catalogue of Life.